# Gökdepe
Gökdepe (ook gespeld als Geok-Tepe, Geok Depe of Göktepe) is een historische Turkmeense plaats die waarschijnlijk al rond 5000 v.Chr. werd bewoond en het centrum vormt van de regio Achal. De plaats ligt op ongeveer 45 kilometer ten noordwesten van Asjchabad aan de Trans-Kaspische spoorlijn en heeft 15.000 tot 20.000 inwoners.
Historisch is de plaats vooral bekend van het fort dat hier in 1881 werd veroverd door het tsaristische koloniale leger van het Russische Rijk. De eigenlijke naam van het fort was Jangi Sjaar ("nieuwe stad"), daar pas in 1878 werd begonnen met de bouw ervan.

## Verovering van Gökdepe door de Russen

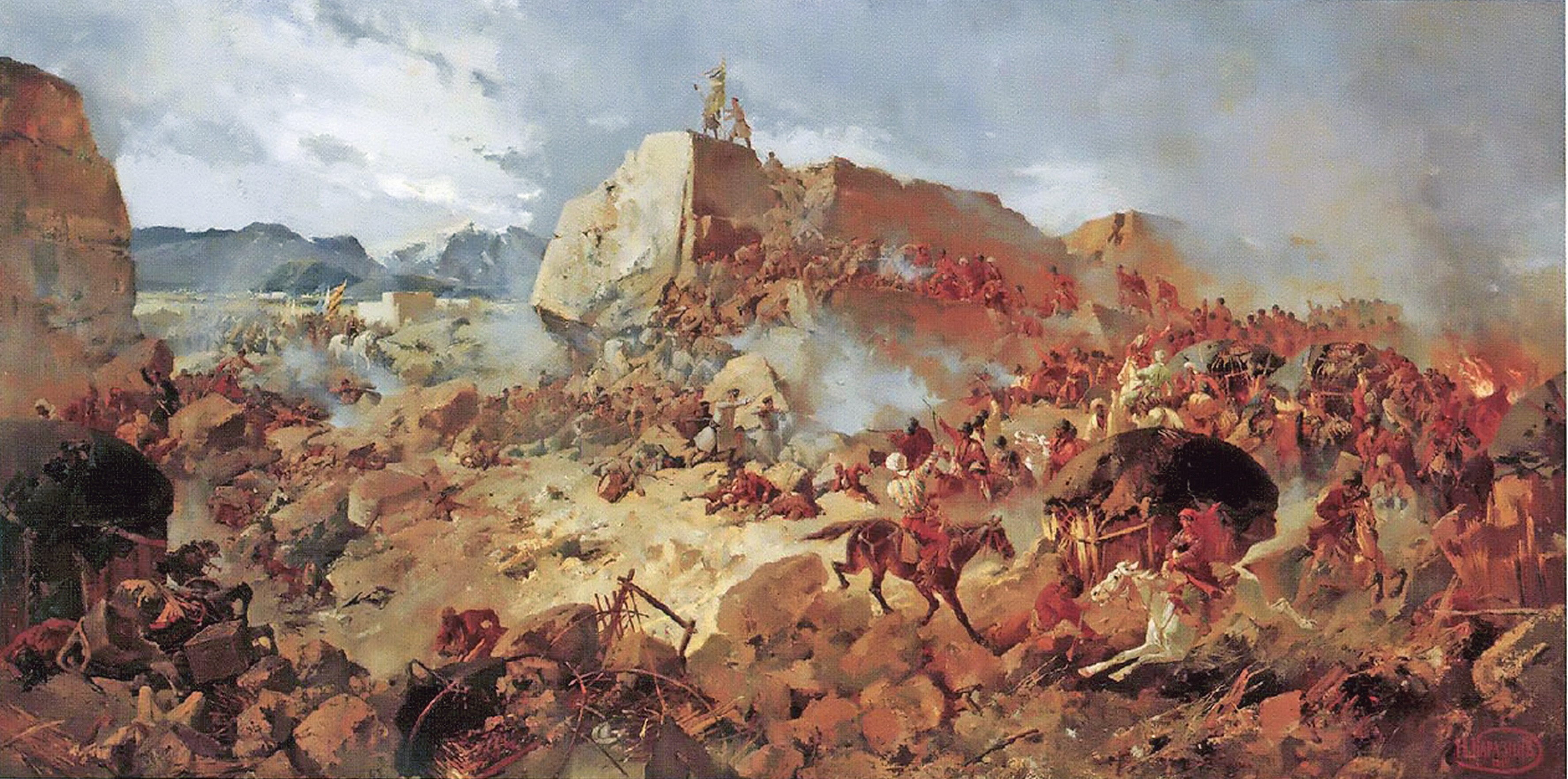
verovering van Gökdepe

Nadat de Russen in 1865 het Kanaat van Kokand, Tasjkent en Samarkand en in 1871 het Kanaat van Buchara hadden veroverd, rukten hun legers steeds verder op in de richting van de Kaspische Zee en de Achal-oase. In reactie hierop liet de Turkmeense kan Berdi Murad het fort Gökdepe versterken en er diepe grachten omheen graven. Het werk was nog niet voltooid op 28 augustus 1879 toen de Russen na een kort bombardement met ruim 3000 man onder leiding van generaal Nikolaj Pavlovitsj Lomakin het fort bestormden. Deze aanval op de (door de Russen geschatte) 15 000 man tellende Turkmeense verdedigingsmacht leverde hen 453 doden op (de verliezen van de Turkmenen werden door de Russen op maximaal 2000 geschat), maar mislukte.
Het falen van de aanval lag onder andere aan het zware verzet, de lange aanvoerlijnen (meer dan 500 kilometer) en het gebrek aan mankracht bij de Russen en vormde een zware smet op het Russische prestige in Centraal-Azië. In de periode daarop deden Turkmeense strijders regelmatig aanvallen op Russische bolwerken en legerkaravanen. Lomakin werd vervangen door Michail Skobelev. Deze zorgde voor een betere bevoorrading en betere communicatielijnen (onder andere door middel van telegraaf) en liet meer artillerie aanrukken. Op 23 december 1880 vond daarop de Verovering van Gökdepe plaats. Ruim 6000 Russische troepen namen het op tegen naar schatting 20 000 tot 25 000 verdedigers. De laatsten deden enkele uitvallen, waarbij ook veel doden vielen onder de Russen. Uiteindelijk wisten de Russen ongezien een tunnel tot onder de muur te graven en 1160 kilogram explosieven te plaatsen. Op 12 januari 1881 werd de muur opgeblazen en werd het fort vervolgens veroverd.
Bij de aanval kwamen (volgens eigen opgave) 398 Russen om. De verdedigers en de bijna 40 000 burgers in het Turkmeense fort probeerden te ontsnappen over de steppe, maar werden nagezeten door Skobelevs cavalerie. In het fort werden ruim 6500 mensen gedood en nog eens 8000 mensen werden gedood tijdens hun vlucht. Een Armeense vertaler bij het Russische leger verklaarde later:
Ik zag zelf hoe baby´s op bajonetten werden gespietst of aan stukken werden geslagen. Veel vrouwen werden onteerd alvorens ze werden gedood.— 
Skobelev verklaarde in verdediging op aanklachten van plundering en verkrachting door zijn dronken manschappen:
Ik zie het als een principe dat de lengte van vrede in directe verhouding staat met de slachting die wordt toegebracht aan de vijand. Hoe harder je ze raakt, hoe langer ze stil blijven.— 
De verovering zorgde ervoor dat het hele Turkmeense gebied daarop onderdeel werd van het Russische Rijk.

## Gökdepe nu
Na de val van de Sovjet-Unie en de stichting van het onafhankelijke land Turkmenistan groeide Gökdepe uit tot een belangrijke plaats in de nationale geschiedenis. In 1996 werd de op een na grootste Saparmurat Hajji-moskee van het land (Geok-Depe) in het centrum van de plaats gebouwd.